# Tvěrskaja (stanice metra v Moskvě)
Tvěrskaja (rusky Тверская) je stanice moskevského metra.

## Charakter stanice
Stanice se nachází na Zamoskvorecké lince, v její centrální části, pod Puškinovým náměstím. Postavena byla jako podzemní trojlodní přestupní stanice s plnou délkou střední lodě. Všechny lodě jsou vzájemně spojené prostupy. Založena je hluboko pod zemí, 42 m. Na obklad stanice byl použit mramor (stěny) a žula (podlaha), osvětlení je provedeno zářivkami nasvicujícími strop stanice.

## Historický vývoj
První plány postavit na tomto místě stanici byly součástí projektu z 30. let na výstavbu prvního úseku Zamoskvorecké linky. Nakonec se ale rozhodlo zde nechat pouze rovný tunel. Až význam, který přinesla tomuto místu další linka metra, v jiné úrovni křižující, donutila projektanty stanici nakonec postavit – stavět se začalo krátce po zprovoznění stanice Puškinskaja na Tagansko-Krasnopresněnské lince. Tvěrskaja vznikla za nepřerušeného provozu metra a otevřena byla 20. července roku 1975 pod názvem Gorkovskaja. Na konci její střední lodě byla umístěna i socha Maxima Gorkého. To ale roku 1987 muselo být přemístěno do přestupní chodby, protože na nástupiště z druhého směru v ose stanice navázala přestupní chodba do stanice další, Čechovské. Současný název se používá od 5. listopadu roku 1990.

## Přestupy
Stanice umožňuje přestup na dvě linky, linku 7 (Tagansko-Krasnopresněnskaja – stanice Puškinskaja) a linku 9 (Serpuchovsko-Timirjazevskaja – stanice Čechovskaja)
Napojení Puškinské na Tverskou je provedeno pomocí přestupní chodby, vedoucí pod úrovní stanice a napojující se na ní v prostředku střední lodě pomocí eskalátorů (v Moskvě je to velmi rozšířený způsob). Druhou přestupní cestou je pak společný povrchový vestibul (nachází se v budově, kde sídlí deník Izvěstija). Čechovskaja je napojena přestupní chodbou vycházející ze střední lodě v ose stanice dolů, pod její úroveň.